# Cystisoma longipes
Cystisoma longipes är en kräftdjursart som först beskrevs av Carl Erik Alexander Bovallius 1886.  Cystisoma longipes ingår i släktet Cystisoma och familjen Cystisomatidae. Inga underarter finns listade i Catalogue of Life.